# 獨立鎮區 (堪薩斯州奧斯伯恩縣)
獨立鎮區（英語：Independence Township）為美國堪薩斯州奧斯伯恩縣轄下的鎮區。2010年美国人口普查中該鎮區人口有31人。

## 地理
獨立鎮區涵蓋總面積為92.01平方（35.53平方英里），其中91.78平方（35.44平方英里）為陸地，0.23平方（0.089平方英里）或0.25%為水域。海拔高度522（1,713英尺）。

## 人口統計
根據2010年美國人口普查，獨立鎮區人口有31人，住房22戶，人口密度為0.34人/每平方公里。此鎮區居民之種族中，白人有31人，非裔美國人有0人，美洲原住民有0人，亞裔美國人有0人，太平洋島裔美國人有0人，其他種族有0人，混血種族則有0人。此外此鎮區有0人為西班牙裔或拉丁裔美國人。